# (10031) Владарнольда
(10031) Владарнольда (лат. Vladarnolda) — типичный астероид главного пояса, который был открыт 7 сентября 1981 года советским астрономом Людмилой Карачкиной в Крымской обсерватории и назван в честь выдающегося советского учёного и математика Владимира Арнольда.

Орбита астероида Владарнольда и его положение в Солнечной системе